# Baron O’Neill
Baron O’Neill, of Shane’s Castle in the County of Antrim, ist ein erblicher britischer Adelstitel, der je einmal in der Peerage of Ireland und einmal in der Peerage of the United Kingdom verliehen wurde.
Die territoriale Widmung des Titels bezieht sich auf den Familiensitz der Barone, Shane’s Castle im County Antrim.

## Verleihungen
Erstmals wurde der Titel am 25. Oktober 1793 dem Abgeordneten im irischen Unterhaus John O’Neill verliehen. Am 3. Oktober 1795 wurde dieser zudem zum Viscount O’Neill erhoben. Seinem Sohn, dem 2. Viscount, wurden im August 1800 auch die Titel Earl O’Neill und Viscount Raymond verliehen. Alle vier Titel gehörten zu Peerage of Ireland. Als der Earl am 25. März 1841 kinderlos starb, erloschen die letzteren beiden Titel, während die Baronie und Viscounty O’Neill an seinen Bruder als 3. Viscount fielen. Als auch dieser am 12. Februar 1855 kinderlos starb erloschen beide Titel.
Das Vermögen des verstorbenen 3. Viscounts fiel an dessen Großneffen dritten Grades, den Kleriker und Komponisten Reverend William Chichester, der sogleich 1855 den Familiennamen O’Neill annahm. Für ebendiesen wurde der Titel wurde am 3. August 1866 in der Peerage of the United Kingdom neu geschaffen. Heutiger Titelinhaber ist seit 1944 dessen Urenkel Raymond O’Neill als 4. Baron.

## Liste der Barone O’Neill

### Barone O’Neill, erste Verleihung (1793)
- John O’Neill, 1. Viscount O’Neill, 1. Baron O’Neill (1740–1798)
- Charles O’Neill, 1. Earl O’Neill, 2. Viscount O’Neill, 2. Baron O’Neill (1779–1841)
- John O’Neill, 3. Viscount O’Neill, 3. Baron O’Neill (1780–1855)

### Barone O’Neill, zweite Verleihung (1866)
- William O’Neill, 1. Baron O’Neill (1813–1883)
- Edward O’Neill, 2. Baron O’Neill (1839–1928)
- Shane O’Neill, 3. Baron O’Neill (1907–1944)
- Raymond O’Neill, 4. Baron O’Neill (* 1933)

Titelerbe (Heir Apparent) ist der Sohn des aktuellen Titelinhabers, Hon. Shane O’Neill (* 1965).